# Can-Pack
Can-Pack este o companie producătoare de ambalaje din aluminiu din Polonia.
Grupul Can-Pack, al cărui acționar majoritar este compania nord-americană F&P Holding, controlează fabrici în Polonia, Ucraina, Slovenia, Cehia, Dubai, Franța, India,Marea Britanie ,România,Rusia și alte țări .
Afacerile grupului sunt estimate la un miliard de euro în anul 2008.

## Can-Pack în România
Compania deține o fabrică de ambalaje din aluminiu în București, în care lucrau 160 de angajați în anul 2008.
De asemenea mai deține în România, prin intermediul subsidiarei Pol-Am-Pack, fabrica de ambalaje metalice pentru alimente Amep-Pack Tecuci, al cărui pachet majoritar l-a preluat de la fostul Fond al Proprietății de Stat (FPS) în anul 1998.
În perioada 2001-2003, Pol-Am-Pack nu s-a putut folosi de fabrica din Tecuci datorită unor decizii controversate ale justiției române.
În anul 2009, compania deținea 80% din piața românească de doze de aluminiu pentru băuturi, care se ridica la circa 500 de milioane de cutii metalice.
Cifra de afaceri:
- 2009: 40 milioane euro[6]
- 2008: 54 milioane euro[5]
- 2007: 50 milioane euro[6]
- 2006: 39,9 milioane euro[6]
- 2005: 9 milioane euro[6]